# Oberösterreichisches Ennstal

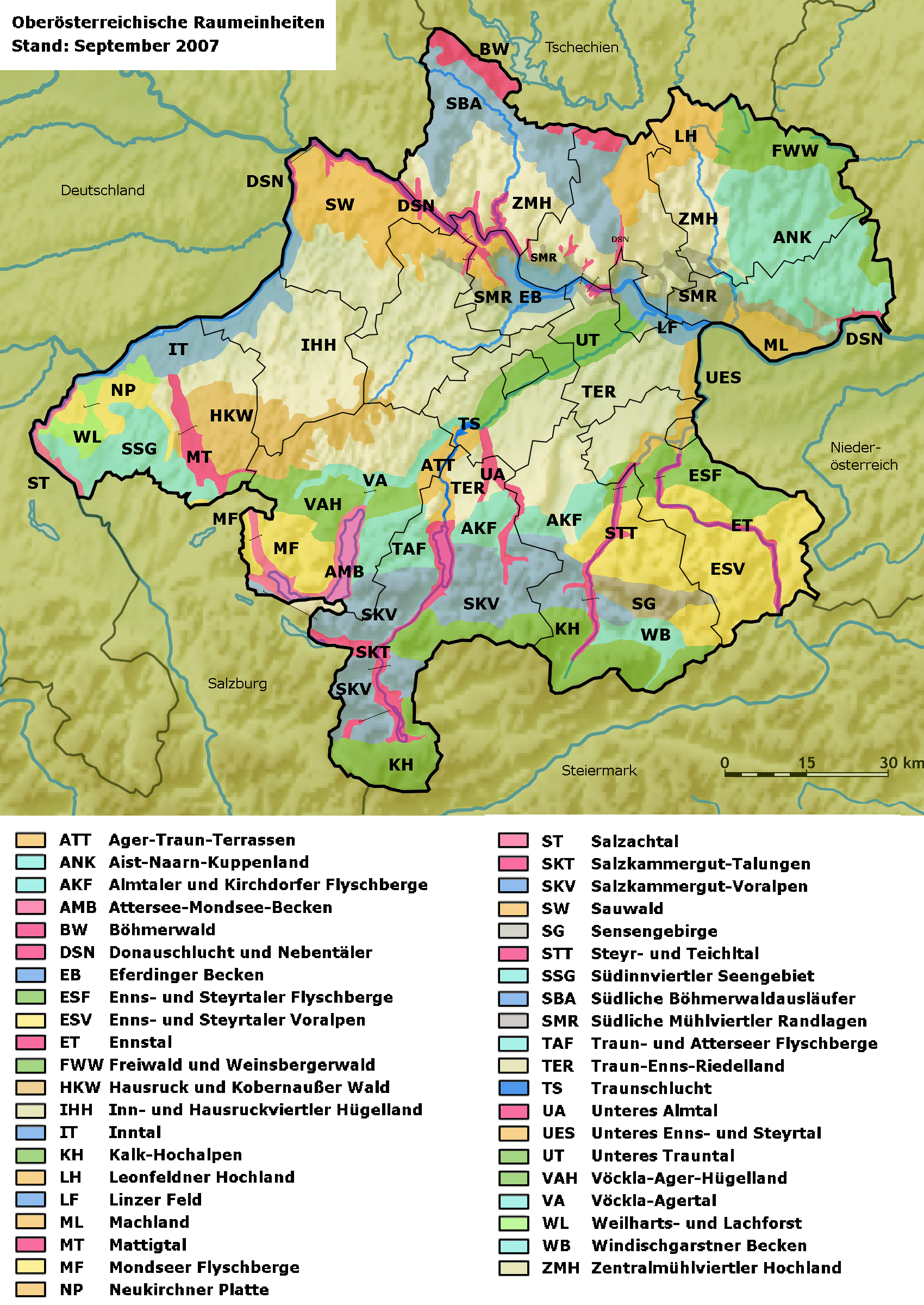
, in der Südostecke Oberösterreichs

Das Ennstal ist eine von 41 Oberösterreichischen Raumeinheiten und liegt in der Eisenwurzen. Es umfasst das Engtal der Enns vom Gesäuse und der Landesgrenze zur Steiermark bis zum Eintritt in das Alpenvorland bei Steyr.

## Lage
Die Raumeinheit umfasst das Flusstal der Enns sowie das Tal um Gaflenz und liegt im Bezirk Steyr-Land.
Der tiefste Bereich liegt bei rund 303 m ü. A. bei Steyr. Die höchste Erhebung des Gebiets liegt mit 410 m ü. A. bei Altenmarkt in der Steiermark. Die Länge der Raumeinheit beträgt rund 60 km, die Breite überschreitet kaum 500 m bedingt durch das enge Flusstal.
Folgende Gemeindegebiete haben Anteil am Ennstal (beginnend im Norden): Ternberg, Garsten, Gaflenz, Losenstein, Reichraming, Großraming und Weyer.
Die Raumeinheit ist von folgenden OÖ Raumeinheiten umgeben (Vom Norden nach Süden): Unteres Enns- und Steyrtal, Enns- und Steyrtaler Flyschberge und Enns- und Steyrtaler Voralpen.
Als Regionaler Begriff umschließt das Ennstal typischerweise die Gemeinden (alphabetisch): Gaflenz, Großraming, Laussa, Losenstein, Maria Neustift, Reichraming, Ternberg, Weyer.

## Charakteristik
- Enger Talverlauf (Schlucht) mit schmalen Terrassenflächen und Steilabfällen (teilweise direkt zur Enns) von der Landesgrenze zur Steiermark bis vor Steyr. Im Bereich der Flyschzone im Norden Talaufweitung mit breiteren Flussterrassen.
- Nur sehr kleinräumige Waldflächen, überwiegend als Fichtenforste genutzt. Entlang von Bächen oft eschenreiche Wälder. Auwälder sind nur lokal und kleinräumig ausgebildet.
- Fast durchgehende Kraftwerkskette mit sechs Kraftwerken, keine Fischaufstiege. Dadurch fehlt weitgehend Fließgewässerdynamik. Feinkörnige Anlandungen mit Weidenbewuchs in den Stauräumen. Geschiebedeponien aus Anlandungsmaterial der Stauseen.
- Mündungsbereiche der Bäche aus dem Umland infolge Regulierung und Stautätigkeit stark beeinflusst, hier auch mehrfach Hütten und Stege.
- Intensive Grünlandnutzung im Talraum, im Norden vermehrt Ackerbau. Stellenweise noch große Obstbaumbestände, ansonsten vielfach strukturloser Talraum. An Terrassenkanten und den hängigen Rändern der Raumeinheit Kalk-Halbtrockenrasen und Extensivweiden, Neuaufforstungsdruck ist hoch.
- Wechselndes Auftreten des Kormorans.
- Größere Ortschaften im Bereich von Verflachungen und Talaufweitungen mit Zersiedelungstendenz fast im gesamten Talraum mit Ausnahme der Engtalstrecken. Eisen Straße (B115) am rechten, Eisenbahn am linken Ennsufer.
- Wärmebetonte Tallage.